# Braunhaariger Wurzelrübling
Der Braunhaarige Wurzelrübling (Xerula pudens, synonym: Oudemansiella longipes) ist ein Pilz aus der Familie der champignonartigen Rindenschwammverwandten (Physalacriaceae).

## Merkmale

### Makroskopische Merkmale
Der trockene, hellbeige bis bräunliche Hut ist drei bis sechs Zentimeter breit und hat eine feinsamtige Konsistenz. Der Stiel ist zimtbräunlich und ebenfalls feinsamtig.
Die Lamellen sind weißlich, im Alter auch leicht gelblich oder rosa, recht dick und entfernt stehend. Sie sind ausgebuchtet an den Stiel angewachsen bis beinahe frei. Das Sporenpulver ist weiß.

### Mikroskopische Merkmale
Man erkennt ihn auch an den rundlich wirkenden Sporen. Sie werden 8–10,5 × 5–6 Mikrometer groß. An den Schneiden und auch an den Flächen der Lamellen kommen dickwandige Zystiden vor, die oft mit Kristallen besetzt sind.

## Artabgrenzung
Der Schwarzhaarige Wurzelrübling (Oudemansiella melanotricha) unterscheidet sich vom Braunhaarigen Wurzelrübling durch seinen borstigen Hut und Stiel, dessen Haare oft über einen Millimeter lang werden. Eine gewisse Ähnlichkeit hat auch der Samtfuß-Rübling (Flammulina velutipes) durch seinen ähnlich samtenen Stiel.

## Geschmack
Manchmal bitterlich, meist ungenießbar.

## Vorkommen
Er wächst im Laubwald, selten unter Eichen, besonders auf Kalkböden. Er fruktifiziert von August bis September.
In Deutschland wächst er von den Alpen bis an die Ostsee, allerdings mit großen Verbreitungslücken.

## Gefährdung
Dieser Pilz wird laut der Roten Liste der gefährdeten Großpilze in Deutschland als gefährdet bezeichnet.

## Verbreitung und Ökologie
Er wächst als Saprophyt in morschem, totem Laubholz, bevorzugt dem von Rotbuchen.
Er fruktifiziert von Juni bis Oktober mit eher einzeln erscheinenden Fruchtkörpern an Baumstümpfen.
Er kommt in Europa und Amerika vor.

## Systematik und Taxonomie
Er wird der Gattung der Wurzelrüblinge (Xerula) zugerechnet oder von manchen Autoren, die diese Gattung nicht anerkennen, zu den Schleimrüblingen (Oudemansiella) eingemeindet.
Die offizielle Erstbeschreibung geht auf Christian Hendrik Persoon zurück, der die Art in einem 1801 erschienenen ersten Ergänzungsteil zu seinem Hauptwerk „Flora cantabrigiensis – exhibens plantas agro cantabrigiensi indigenas, secundum systema sexuale digestas.“ beschrieben hat. Singer beschrieb die Art gültig 1951. Verbreitet ist auch noch das Synonym Oudemansiella longipes.

## Nutzung
Er gilt als ungenießbar.